# Silvesterpunsch
Silvesterpunsch ist ein deutscher Unterhaltungsfilm der DEFA von Günter Reisch aus dem Jahr 1960.

## Handlung
Die Söhne des früheren Boxers Wilhelm Lehmann, Michel und Franz, sind beide Brigadiere in einem Chemiewerk. Michel ist Leiter der Sportbrigade und stellt seine Sportleidenschaft über alles. Von den Mitgliedern der Brigade verlangt er dies ebenso und so leidet so manches Familienleben unter dem Zwang des Trainierens und der ständigen Sportveranstaltungen. Auch der junge Knispel würde viel lieber mal einen Abend mit Wilhelms Enkelin Suse verbringen. Die wiederum ist Mitglied in Franz’ Brigade, die sich der Kultur verschrieben hat und fleißig mit der Band probt. In wenigen Tagen findet nämlich die lang vorbereitete Silvesterrevue des Chemiebetriebes statt, auf der ein Eiskunstlaufprogramm mit Bandbegleitung geplant ist. Da die Veranstaltung im Fernsehen übertragen werden soll, ist Perfektion vonnöten.
Beide Brigaden müssen sich zusammenraufen. Sie fahren zusammen ins Silvesterwinterquartier, wo sich bald zeigt, dass die Sportbrigade auch musikalisch und die Kunstbrigade auch sportlich ist – jedoch nur, solange die beiden Brigadeleiter außer Sichtweite sind. Als Vater Wilhelm seine Söhne mit den Vorlieben des jeweils anderen Sohnes vertraut machen will und beide Brigaden zum Skifahren auf den Fichtelberg auffordert, auf der Berghütte dann aber ein gemeinsames Kulturprogramm sehen und hören will, verweigert sich Franz und nutzt mit seiner Brigade den Lift. Oben wiederum sieht Michel nicht ein, warum er tanzen soll, und spielt lieber Skat. Es kommt mal wieder zum Zerwürfnis. Erst spät finden sich beide Brigaden über zwei Pärchen zusammen: Suse, die als Einzelschlittschuhläuferin bei der erfolgreichen Eisrevue gefeiert wird, verbringt den Jahreswechsel im Arm von Knispel. Der gestrenge Michel und die sportbegeisterte Ruth aus Franz’ Brigade werden ein Paar. Und das neue Jahr beginnt mit Feuerwerk und Silvesterpunsch.

## Produktion
Silvesterpunsch entstand als Fortsetzung des Spielfilms Maibowle, der 1959 in die Kinos gekommen war. In beiden Filmen führte Günter Reisch Regie.
Der Film um die Silvesterfeier in einem Chemiewerk entstand zu einer Zeit, in der „im Rahmen der Aufgabenverteilung innerhalb der RGW […] in der DDR der Schwerpunkt der Chemieindustrie etabliert wurde.“ Der Film versuchte daher nicht zuletzt propagandistisch, dieses Ziel zu bekräftigen.

## Kritik
Die zeitgenössische Kritik kritisierte, dass der Film versuche, „so bunt wie möglich zu sein und die Prominenz der leichten Muse möglichst zahlreich auftreten zu lassen“, wodurch er nicht tiefgründig sei. Auch die Filmmusik Helmut Niers wurde als wenig einprägsam bezeichnet.
Der film-dienst bezeichnete Silvesterpunsch als Film „mit ernstgemeintem Hintergrund, viel Klamauk, etwas Spaß, Schwung und Eisrevue-Finale. Eine Fortsetzung des Films ‚Maibowle‘; biedere, zeittypische Unterhaltung ohne Profil.“